# Terri Runnels
Terri Lynne Boatright Runnels (5 de octubre de 1966-) es una exluchadora profesional, mánager de lucha libre, presentadora de televisión y modelo estadounidense. Runnels comenzó su carrera en la lucha libre profesional con la empresa World Championship Wrestling (WCW) como Miss Alexandra York, mánager de The York Foundation. Más tarde se unió a la empresa World Wrestling Federation (WWF), después renombrada World Wrestling Entertainment (WWE), donde trabajó por ocho años.
En los primeros años de su carrera con la WWF como mánager, dirigió a su entonces esposo en la vida real Dustin Runnels (conocido en pantalla como Goldust) y fue miembro de la alianza "Pretty Mean Sisters" junto a Jacqueline. Como mánager también dirigió a los equipos The Hardy Boyz y Edge & Christian después del torneo Terri Invitational en 1999. Más tarde, tuvo un feudo con The Kat, fue mánager del stable The Radicalz, y trabajó como presentadora y entrevistadora. Durante su tiempo con la WWF/E, brevemente tuvo un reinado como Hardcore Champion, su único campeonato durante toda su carrera. Después de dejar el negocio de la lucha libre, Runnels se involucró en trabajos filantrópicos.

## Carrera

### NWA World Championship Wrestling (1988–1991)
Runnels era originalmente una maquilladora para CNN de 1985 a 1991, donde trabajo en el maquillaje de Larry King. Los fines de semana, hacia maquillaje para los luchadores de Jim Crockett Promotions (JCP). Cuando la compañía fue comprada por Ted Turner en 1988 y renombrada World Championship Wrestling (WCW), se mudó a Atlanta y continuo haciendo maquillaje para algunos de los luchadores. El bookeador Ole Anderson eventualmente le pidió formar parte de su roster como mánager. Runnels debutó en 1990 como Alexandra York, una contadora con laptop que dirigió la alianza conocida como The York Foundation, un grupo de luchadores con un gimmick con tema financiero. El personaje "The York" fue creado durante un almuerzo con Tony Schiavone, uno de los anunciadores de WCW. Trabajo en WCW por dos años.

### World Wrestling Federation/Entertainment

#### Mánager de Goldust (1996–1998)
Runnels debutó en la World Wrestling Federation durante el Royal Rumble de 1996 como Marlena, un personaje moldeado a través de Marlene Dietrich. Debutó como una mánager fría e indiferente. Con un gimmick con el hábito de fumar cigarros, seducir, ser despreocupada, y transmitir misterio, actuando como mánager de su entonces esposo en la vida real Dustin, quien luchaba bajo el gimmick de Goldust. El toque característico de fumar cigarros del personaje surgió porque Runnels disfrutaba fumarlos en la vida real. Los personajes subidos de tono ayudaron a provocar la llamada Attitude Era de fines de la década de 1990 y la división de Divas. Durante un feudo entre Goldust y Triple H por el Campeonato Intercontinental, el 16 de febrero de 1997 en el evento In Your House 13: Final Four, Marlena fue atacada y sofocada por Chyna, quien debutó como una planted fan desde un asiento en primera fila y quien más tarde se convertiría en la guardaespaldas de Triple H. Más tarde, Brian Pillman comenzó un feudo con Goldust por Marlena. Como parte del ángulo, Pillman se ganó a Marlena en un combate y le envió a Goldust una foto de ella esposada en una cama. Pillman sin embargo, falleció durante el desarrollo de la storyline. Originalmente, el plan era que la rivalidad culminara con una boda televisada donde Marlena dejaría a Goldust por Pillman. Después de que la alianza de Marlena y Goldust se disolviera, Goldust reveló a Luna Vachon como su nueva mánager.

#### Pretty Mean Sisters (1998–1999)
Runnels re-emergió en 1998, bajo su nombre real, como novia de Val Venis. Cuando Runnels dijo estar embarazada de él, la dejó. Tras esto, uniría fuerzas junto Jacqueline, quien había terminado su alianza con Marc Mero, para formar la alianza Pretty Mean Sisters (P.M.S.). Más tarde ambas formaron una alianza con D'Lo Brown y Mark Henry, acompañándolos durante un combate contra Venis y The Godfather el 13 de diciembre durante el evento Rock Bottom: In Your House. En enero, Runnels alego haber sufrido un aborto espontáneo después de haber sido derribada de la esquina del ring por Brown. Semanas después, Brown descubrió que Runnels nunca estuvo embarazada. En mayo, P.M.S. consiguió un «esclavo amoroso» llamado Meat, a quien Runnels controlaba usando sexo. Como parte de la storyline, P.M.S. usaba a Meat por su cuerpo, forzándolo a tener sexo con ellas. La alianza sin embargo se rompió en julio, cuando Jacqueline se frustró con el enamoramiento de Runnels por Meat. El ángulo de enamoramiento entre Meat y Runnels solo duró algunos meses antes de que se disolviera después de que Runnels viera a Meat besarse con la mánager Marianna en un vídeo proporcionado por «GTV», con esto rompiendo la relación y con ella junto a Chaz (el novio kayfabe de Marianna) atacándolos respectivamente a ambos. El 5 de septiembre en un episodio de Heat, Runnels fue entrevistada por Lilian García y declaró que su relación con Meat había terminado oficialmente, antes de que atacara a Marianna nuevamente más tarde esa noche.
El 14 de noviembre en el evento Survivor Series, Runnels compitió en un combate eight-woman tag team junto a la Campeona Femenina de WWF Ivory, Jacqueline y Luna Vachon, siendo derrotadas por el equipo de Debra, Tori, The Fabulous Moolah y Mae Young.

#### Varias storylines (1999–2001)
A finales de 1999, Runnels organizó el torneo Terri Invitational, un best of five series, entre Edge & Christian y los Hardy Boyz, con los ganadores recibiendo sus servicios como mánager y la suma de $100,000. Los Hardy Boyz ganaron el torneo, el cual culminó en un combate ladder en el evento No Mercy (con el dinero del premio suspendido sobre el ring en una bolsa). Runnels fungió los siguientes meses como su mánager hasta que resultó lesionada cuando Bubba Ray Dudley le aplicara una powerbomb a través de una mesa. Hizo su regreso el 27 de febrero en el evento No Way Out y le costó a los Hardy Boyz un combate. Más tarde se convertirla en la mánager de Edge & Christian, y la storyline originalmente la suponía a ella a interponerse entre el dúo, con esto teniendo resultado a que se convirtieran en luchadores individuales con Runnels como mánager de Christian. La storyline sin embargo fue reescrita y en un episodio de SmackDown!, Edge & Christian quienes ahora continuarían luchando como equipo, revelaron que ya no querían los servicios de Runnels. Tras esto, abofeteó a Edge, quien respondió atacándola con un spear.
Runnels comenzó un feudo con The Kat, y en WrestleMania 2000, Runnels (acompañada por The Fabulous Moolah) derrotó a The Kat (con Mae Young) en una catfight después de que Young distrajera besando al réferi especial invitado Val Venis en respuesta a que Venis se había besado con ambas Runnels y The Kat. La distracción le permitió a la acompañante de Runnels, Moolah, a jalar y sacar a The Kat fuera del ring, y cuando Venis la vio fuera del ring, declaró a Runnels como la ganadora. Tras el combate, The Kat atacó a Runnels despojándola de su vestuario. La rivalidad continuo en un combate de pulso en Insurrextion, en el cual Runnels fue derrotada. Más tarde participaron en un combate "Stink Face" en el evento SummerSlam, en el cual The Kat ganó al aplicarle el movimiento a Runnels.
Runnels después se convertiría en la novia y mánager de Perry Saturn, quien era un miembro de la alianza "The Radicalz". Acompañó a Saturn en el evento Fully Loaded en julio de 2000, donde Saturn derrotó a Eddie Guerrero para ganar el Campeonato Europeo. Saturn, Runnels, y el miembro de Radicalz Dean Malenko también tuvieron una serie de combates con Team Xtreme (Los Hardy Boyz y Lita). La alianza en pantalla solo duraría hasta que Saturn, quien se golpeo la cabeza durante un combate, apto por seguir viendo a "Moppy" (un trapeador que él creía estaba vivo) en lugar de Runnels. Como resultado, se convirtió en la mánager de Raven, un miembro de "The Alliance", quien robo el trapeador de Saturn y lo arrojo a una biotrituradora.

#### Presentadora de WWE (2001–2004)
A finales de 2001, Terri reemplazo a Trish Stratus como la presentadora del programa resumen de WWF Excess. El 7 de enero de 2002 durante un episodio de Raw, Runnels reto a la Campeona Femenina de WWE, Trish Stratus, a un concurso de camisetas mojadas, el cual resultó sin ganadora después de que Jazz atacara a Stratus. El 3 de junio en un episodio de Raw, Runnels se enfrentó a Stratus en un combate en lencería por el Campeonato Femenino de WWE, en el cual Runnels fue derrotada. Durante este tiempo, también se convirtió en entrevistadora en el backstage de Raw y comenzó a luchar ocasionalmente. El 27 de mayo en un episodio de Raw, Runnels entrevisto al Campeón Hardcore Steven Richards cuando varios luchadores lo atacaron con el fin de capturar el Campeonato, Runnels aprovechó el momento y aplicó un pinfall sobre Richards para convertirse en la nueva Campeona Hardcore, aunque inmediatamente después Richards le aplicó un pin para recuperar el título.
Después de ocho años con la compañía, en marzo de 2004, Runnels fue liberada por WWE antes de una oleada de despidos masivos. En una entrevista que hizo con Vince Russo, Runnels declaró que fue llamada el 1 de abril de 2004 a las oficinas de WWE para una reunión con los ejecutivos de WWE Kevin Dunn y John Laurinaitis donde le dijeron que se estaban separando de ella; la razón por la que le dijeron que la habían llamado fue porque la WWE la respetaba. Después de dejar la compañía, Runnels paso tiempo viajando por el mundo.

### Regreso a WWE (2018)
El 22 de enero de 2018, en un episodio de Raw, Runnels fue honrada por ser "una de las mejores superestrellas femeninas en la historia de la WWE" e hizo una aparición especial como parte del 25 aniversario de Raw junto a las luchadoras y excompañeras de trabajo; The Bella Twins, Maryse, Kelly Kelly, Lilian García, Torrie Wilson, Michelle McCool, Maria Kanellis, y las Hall of Famers Trish Stratus y Jacqueline.

## Otros medios
Runnels apareció en tres videojuegos de WWE. Tuvo apariciones como personaje jugable en WWF WrestleMania 2000, WWF No Mercy y WWE Raw 2.
Durante su tiempo en la WWF, Runnels apareció en el show The Weakest Link en 2002 como parte de un show de caridad donde todos los participantes fueron personalidades de WWE. En el show, jugó por la caridad "Ronald McDonald House", que aloja a los padres de niños hospitalizados por un costo reducido o sin ningún costo.

## Vida personal
Boatright creció en Florida. Creció como una Bautista del Sur, pero más tarde se convirtió en no confesional.
Salió con Brian Pillman en 1990 mientras ambos estaban en WCW. En 1993, se casó con Dustin Runnels, a quien conoció mientras ambos trabajaban para WCW, tomando su apellido como suyo. Tienen una hija, Dakota, quien nació en 1994. La relación tensa de Dustin Runnels con su padre Dusty Rhodes causó problemas en su matrimonio, y Terri alego que Dusty difundió rumores sobre ella que incluían infidelidad e interés por dinero. La pareja se divorció en 1999 después de seis años de matrimonio. Años después del divorcio, lograron tener una "mejor relación".
En 2003, comenzó una relación con Tyree Clowe, un soldado estadounidense quince años menor que ella. La pareja permaneció junta por más de cinco años.

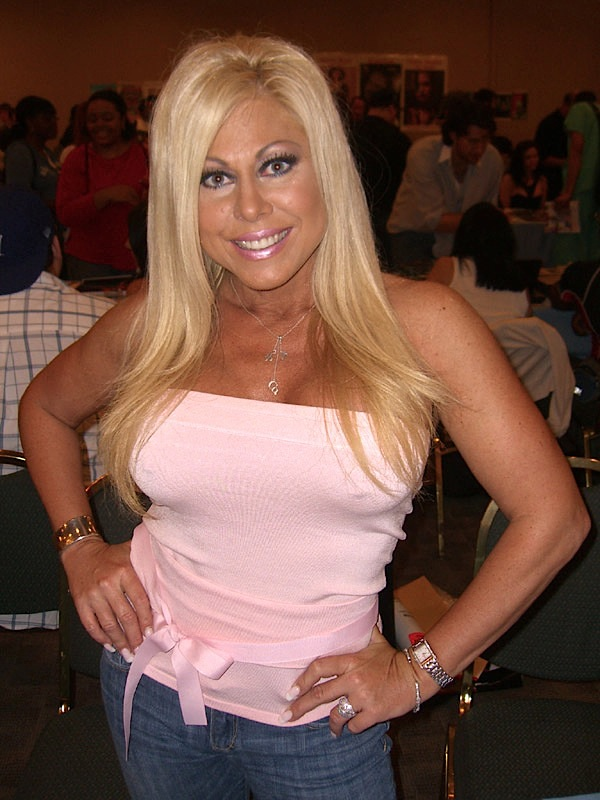
Runnels en 2009.

Terri comenzó a salir con el exluchador profesional New Jack en 2009. Jack declaró su amor por ella en una entrevista con el presentador del programa de radio "Fat Man After Dark" en Future Endeavors y describió algunas de las dificultades, incluso hoy, de una relación de raza mixta. A partir de julio de 2011, la pareja se separó.
En agosto de 2011, un juez de Florida ordenó a Jack que dejara de vender fotografías desnudas y sangrientas de Runnels. Runnels presentó una demanda, acusando a Jack de hacer comentarios difamatorios sobre ella y solicitó que un tribunal le prohibiera distribuir fotografías sexualmente explícitas de ella. Jack dijo que él había tomado las fotos, que le pertenecían y que debería ser libre de pasárselas a quien quisiera. Un juez en Sanford, Florida, prohibió temporalmente a Jack distribuir fotografías de Runnels antes de una audiencia.
Runnels ha trabajado con varias organizaciones benéficas, incluidas la Fundación Make-A-Wish, Big Brothers Big Sisters of America, Boys & Girls Clubs of America, Children's Miracle Network, Hermie & Elliott Sadler Foundation y Fit Kids Marathon. En 2008, comenzó un concurso titulado, "Make the World Write" (en español "Haz que el mundo escriba"), donde los concursantes escribieron sobre cómo harían del mundo un lugar mejor, cobrándoles tarifas de entrada para ganar su casa que nunca fue premiada.
El 29 de mayo de 2019, Runnels fue arrestada en el Condado de Hillsborough, Florida y acusada de posesión grave de un arma de fuego después de llevar una pistola cargada al Aeropuerto Internacional de Tampa. Más tarde fue liberada con una fianza de $2,000 y publicó un vídeo en su página de Twitter, explicando su lado del incidente. En junio de 2019, se retiraron los cargos contra Runnels.

## Campeonatos y logros
- World Wrestling Federation/World Wrestling Entertainment
  - WWE Hardcore Championship (1 vez)[53]
  - Slammy Award (Best Couple 1997) – con Goldust[54]